# 大同 (紀錄片)
《大同》（英語：The Chinese Mayor）原名中国市长（英語：Bulldozers, Paving Stones and Power: The Chinese Mayor），是中國大陸導演周浩的第2部獲金馬獎的紀錄片。此片榮獲第52屆金馬獎最佳紀錄片。講述山西大同市前市長耿彥波2007年在大同大搞旧房拆迁重建古城牆的事情。

## 上映
2015年2月10日该片在英國廣播公司第四台首次播出。同年在阿姆斯特丹国际纪录片电影节和旧金山绿色电影节上映。2016年，该片在台灣國際紀錄片影展上映

## 獎項
| 類別             | 頒獎日期       | 奖项                  | 結果 |
| ---------------- | -------------- | --------------------- | ---- |
| 日舞影展         | 2015年1月30日  | 評審委員會特別獎      | 獲獎 |
| 奔流城國際電影節 | 2015年4月      | 最佳紀錄长片          | 獲獎 |
| 小石城电影节     | 2015年6月      | 评委会奖–电影非小说类 | 提名 |
| 金馬獎           | 2015年11月21日 | 最佳紀錄片            | 獲獎 |
| 亞太電影大獎     | 2016年2月3日   | 最佳紀錄長片          | 獲獎 |

## 反响
该片广受好评。臺北市市長柯文哲在看完该影片后称自己“头皮发麻”，并表示“這種拆除十幾萬戶、遷徙50萬人口的大規模政策，在台湾或欧美國家太不可思議，也不太可能”。小野表示自己“看完電影後，不知導演拍這片子是要諷刺或是讚美市長耿彥波，後來遇到導演直接問他，他才說當然是讚美，因為中國太多貪官污吏”，并认为耿“想把這個城市翻兩番，沒有想到個人的利害，是想做事不是想做官，想要為城市打造美好的未來”。该片导演周浩表示「不希望过度消费被摄者」「主要是因为他还在任，如果因为这部片子，而他受到影响，那我心裡就会有结，也许以后都不能再拍下去了」「因为我的目标不只是这一部片子，而是我的余生还要继续拍下去。我也不觉得我不去就是对的，但这样，也许我会好受一点」。

## 审查
由於涉及大同市拆迁问题，这部纪录片随後被中国大陆政府禁播。據中央通訊社調查，中国大陸媒体只可使用另一部相关的剧情片《人民的名义》的市委书记来比喻现实中耿彦波。

## 外部連結
- 互联网电影数据库（IMDb）上《大同》的资料（英文）